# Cercestis mirabilis
Cercestis mirabilis là một loài thực vật có hoa trong họ Ráy (Araceae). Loài này được (N.E.Br.) Bogner mô tả khoa học đầu tiên năm 1985 publ. 1986.